# Technosoft
Technosoft, soms ook wel Tecno Soft, was een Japans computerspelontwikkelaar die werd opgericht in februari 1980. Het bedrijf was actief van 1980 tot 2011, waarna het opging in Twenty-One Company.

## Spellen
Technosoft maakte enkele populaire spellen, waaronder Herzog Zwei, en de shoot-em-up-serie Thunder Force. Herzog Zwei was het eerste real-time strategy-spel in 1989 en wordt ook wel genoemd als inspiratie voor spellen als Warcraft, Starcraft, Dune II en Command & Conquer.

## Ontwikkelde spellen
| Jaar | Titel                            | Platform(s)                                     |
| ---- | -------------------------------- | ----------------------------------------------- |
| 1982 | Snake & Snake                    | PC-8000, Sharp MZ                               |
| 1983 | Thunder Force                    | FM-7, PC-6601, PC-88, PC-98, Sharp MZ, Sharp X1 |
| 1984 | Plazma Line                      | FM-7, PC-6601, PC-88, PC-98, Sharp MZ, Sharp X1 |
| 1987 | COMSIGHT                         | PC-88, X1, X68000                               |
| 1988 | Feedback                         | MSX2                                            |
| 1988 | Herzog                           | MSX2, PC-8801, PC-9801, X1                      |
| 1988 | Thunder Force II                 | X68000, Sega Mega Drive                         |
| 1989 | Herzog Zwei                      | Sega Mega Drive                                 |
| 1990 | Thunder Force III                | Sega Mega Drive, Arcade                         |
| 1990 | Elemental Master                 | Sega Mega Drive                                 |
| 1991 | Devil's Crush                    | Sega Mega Drive                                 |
| 1991 | Thunder Spirits                  | Super Nintendo Entertainment System             |
| 1992 | Thunder Force IV                 | Sega Mega Drive                                 |
| 1993 | Hyper Duel                       | Arcade, Sega Saturn                             |
| 1994 | Magical Error o Sagase!          | Arcade                                          |
| 1994 | Starblade                        | Sega Mega-CD                                    |
| 1994 | Nekketsu Oyako                   | PlayStation, Sega Saturn                        |
| 1995 | Kyuutenkai: Fantasic Pinball     | PlayStation, Sega Saturn                        |
| 1996 | Thunder Force Gold Pack 1        | Sega Saturn                                     |
| 1996 | Thunder Force Gold Pack 2        | Sega Saturn                                     |
| 1997 | Blast Wind                       | Sega Saturn                                     |
| 1997 | Neorude                          | PlayStation                                     |
| 1998 | Kaze no Oka Kōen nite            | PlayStation                                     |
| 1998 | Kumitate Battle: Kuttu Ketto     | PlayStation, Sega Saturn                        |
| 1998 | Thunder Force V                  | PlayStation, Sega Saturn                        |
| 1998 | Silent Möbius: Genei no Datenshi | PlayStation                                     |
| 1999 | My Garden                        | PlayStation                                     |
| 1999 | Getter Robo Daikessen            | PlayStation                                     |